# 21419 Devience
A 21419 Devience (ideiglenes jelöléssel 1998 FP72) a Naprendszer kisbolygóövében található aszteroida. A LINEAR projekt keretében fedezték fel 1998. március 20-án.